# Guus Bierings
Gustaaf "Guus" Bierings (Uden, 28 de setembre de 1956) va ser un ciclista neerlandès, que competí sempre com amateur. El seu èxit més important fou el Campionat del Món en contrarellotge per equips.

## Palmarès
- 1977
  - Vencedor d'una etapa de l'Olympia's Tour
  - Vencedor d'una etapa del Giro de les Regions
- 1978
  -  Campió del món en contrarellotge per equips (amb Bert Oosterbosch, Bart van Est i Jan van Houwelingen)